# Bathyraja macloviana
Bathyraja macloviana är en rockeart som först beskrevs av Norman 1937.  Bathyraja macloviana ingår i släktet Bathyraja och familjen egentliga rockor. IUCN kategoriserar arten globalt som nära hotad. Inga underarter finns listade.